# Edu Dracena
Eduardo Luís Abonízio de Souza (Dracena, Estado de São Paulo, Brasil, 18 de mayo de 1981), más conocido como Edu Dracena, es un exfutbolista brasileño que jugaba como defensa central. Fue internacional con la selección de fútbol de Brasil.

## Biografía
Edu Dracena empezó su carrera futbolística en las categorías inferiores del Guarani FC. En 1999 debutó con la primera plantilla del club en un partido contra el Matonense.
En 2002 se marchó a jugar a Grecia con el Olympiacos CFP, club que pagó por él 300 000 euros. Edu Dracena no tuvo muchas oportunidades de jugar, así que duró en el equipo solo 2 meses.
Después de su etapa por Europa regresó a su país natal, donde fichó por el Cruzeiro. Con este equipo ganó el Campeonato Brasileño de Fútbol y la Copa de Brasil. También conquistó dos campeonatos estatales (Campeonato Mineiro). En 2005 sufrió una lesión que le mantuvo apartado de los terrenos de juego siete meses.
En agosto de 2006 firmó un contrato con el Fenerbahçe turco, equipo que pagó 5,7 millones de euros para poder hacerse con sus servicios. En su primer año se proclama campeón de la Superliga de Turquía.
En septiembre de 2009 firmó un contrato con el Santos Futebol Clube.
En diciembre de 2019 anunció su retirada como futbolista profesional.

## Selección nacional
Fue internacional con la selección de fútbol de Brasil en dos ocasiones.
Fue convocado por su selección para la Copa Confederaciones 2003, aunque no disputó ningún encuentro. Participó ese mismo año en la Copa de Oro de la CONCACAF.

## Clubes
| Club                | País    | Año       |
| ------------------- | ------- | --------- |
| Guarani             | Brasil  | 1999-2003 |
| Olympiacos (cedido) | Grecia  | 2002-2003 |
| Cruzeiro            | Brasil  | 2003-2006 |
| Fenerbahçe          | Turquía | 2006-2009 |
| Santos              | Brasil  | 2009-2015 |
| Corinthians         | Brasil  | 2015      |
| Palmeiras           | Brasil  | 2016-2019 |

## Palmarés

### Campeonatos regionales
| Título              | Equipo   | País   | Año  |
| ------------------- | -------- | ------ | ---- |
| Campeonato Mineiro  | Cruzeiro | Brasil | 2003 |
| Campeonato Mineiro  | Cruzeiro | Brasil | 2004 |
| Campeonato Mineiro  | Cruzeiro | Brasil | 2006 |
| Campeonato Paulista | Santos   | Brasil | 2010 |
| Campeonato Paulista | Santos   | Brasil | 2011 |
| Campeonato Paulista | Santos   | Brasil | 2012 |
| Campeonato Paulista | Santos   | Brasil | 2015 |

### Campeonatos nacionales
| Título               | Equipo         | País    | Año  |
| -------------------- | -------------- | ------- | ---- |
| Liga de Grecia       | Olympiacos CFP | Grecia  | 2003 |
| Serie A              | Cruzeiro       | Brasil  | 2003 |
| Copa de Brasil       | Cruzeiro       | Brasil  | 2003 |
| Superliga de Turquía | Fenerbahçe     | Turquía | 2007 |
| Supercopa de Turquía | Fenerbahçe     | Turquía | 2007 |
| Copa de Brasil       | Santos         | Brasil  | 2010 |
| Copa de Brasil       | Palmeiras      | Brasil  | 2015 |
| Serie A              | Palmeiras      | Brasil  | 2016 |
| Serie A              | Palmeiras      | Brasil  | 2018 |

### Campeonatos internacionales
| Título              | Club   | País   | Año  |
| ------------------- | ------ | ------ | ---- |
| Copa Libertadores   | Santos | Brasil | 2011 |
| Recopa Sudamericana | Santos | Brasil | 2012 |